# Sacharnaja Golova
Sacharnaja Golova (in russo Сахарная Голова; in italiano "pan di zucchero") è un'isola della Russia nel mare di Okhotsk che fa parte dell'arcipelago delle isole Šantar. Amministrativamente appartiene al Tuguro-Čumikanskij rajon del kraj di Chabarovsk, nel Circondario federale dell'Estremo Oriente.
L'isola si trova a 7,5 km a ovest dell'isola di Feklistov. Ha un'altezza di 266 m. Misura circa 4 km di lunghezza per 2 m di larghezza.
Assieme ad altre isole dell'arcipelago è inclusa nella Riserva naturale statale «isole Shantar» (Национа́льный парк «Шанта́рские острова́»).